# Братиславская консерватория

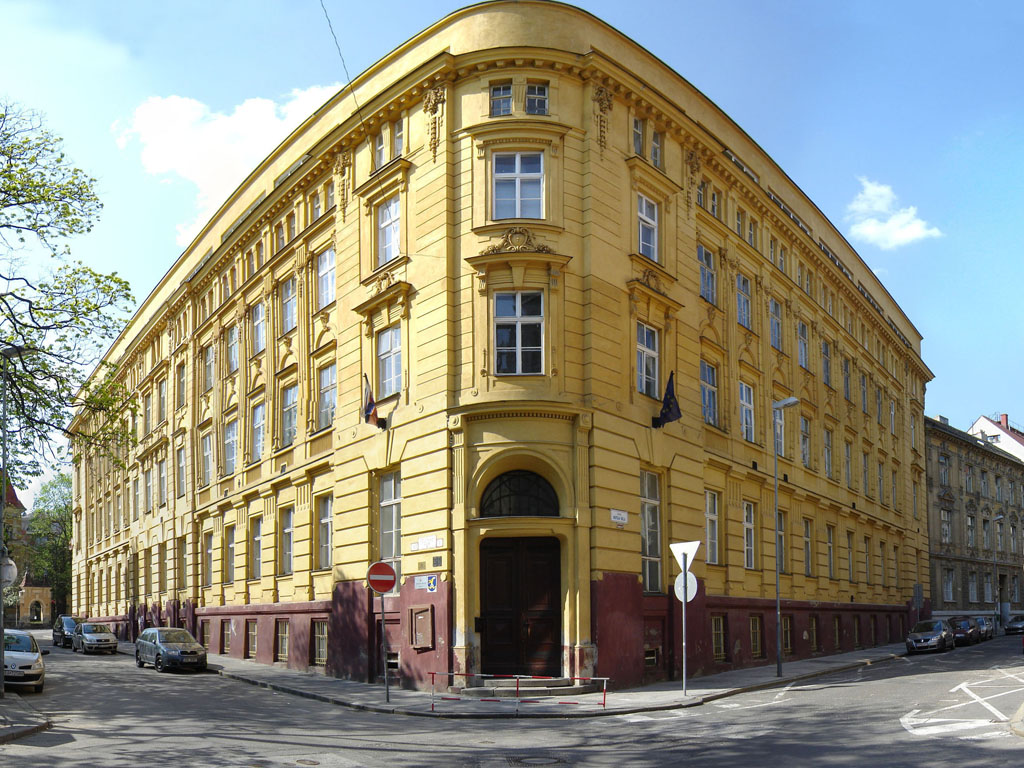
Братиславская консерватория

Братиславская консерватория (словац. Konzervatórium) — высшее учебное заведение музыкального профиля в Братиславе. Основано 6 ноября 1919 года и только с 1941 года имеет статус консерватории.
В консерватории есть отделения аккордеона, церковной музыки, деревянных духовых, медных духовых, клавишных, струнных, вокальный, композиторско-дирижёрский и музыкально-драматический. Есть хор.
Консерваторию закончили такие известные музыканты, как Ладислав Словак, Борис Бого, оперные певцы Эдита Груберова, Петер Дворски.

## Названия
- 1919 — Словацкая музыкальная школа (Hudobná škola pre Slovensko)
- 1928 — Музыкальная и драматическая академия (Hudobná a dramatická akadémia)
- 1941 — Братиславская консерватория (Konzervatórium)